# Томас Харди
Томас Мастерсон Харди (енгл. Thomas Hardy; Стинсфорд, 2. јун 1840 — Дорчестер, 11. јануар 1928) био је енглески романописац и песник.

## Биографија
Велики утицај на Хардија имао је трагичан живот његовог оца, архитекте који је радио као зидар, те његова дела одишу песимизмом.
Први роман је написао у 27. години. Писао је романе о Весексу, свету који је био полустваран, полуизмишљен. Од 1898. године пише само поезију. Активно је писао до дана своје смрти.
Важио је за најбољег енглеског писца свога времена, називан „последњим великим викторијанцем“, али је због слободумног става о љубави и браку долазио у сукоб с друштвеним конвенцијама ("Под зеленим дрветом“, „Далеко од разуздане гомиле“, „Повратак домороца“, „Теса од Д'Убервила“, „Незнани Џуд“, „Судија из Кастербриџа“).

## Дела

### Збирке песама
- 1898 Wessex Poems and Other Verses[3]
- 1902 Poems of the Past and the Present
- 1909 Time’s Laughingstocks and Other Verses
- 1914 Satires of Circumstances, Lyrics and Reveries
- 1916, Thomas Hardy. Selected Poems. Macmillan (прештампано 1917, 1922, 1924,1925)
- 1917 Moments of Vision and Miscellaneous Verses
- 1922 Late Lyrics and Earlier with Many Other Verses
- 1923 Collected Poems of Thomas Hardy. Macmillan 1925 Human Shows, Far Fantasies, Songs and Trifles
- 1927 Thomas Hardy. Selected Poems. Macmillan
- 1928 Winter Words in Various Moods and Metres
- 1929 Chosen Poems of Thomas Hardy. Macmillan (прештампано 1931)
- 1930 Irwin, Michael The Collected Poems of Thomas Hardy. Wordsworth Poetry Library (прештампано 1952)
- 1940 Selected Poems of Thomas Hardy. Penguin Classics
- 1940 Selected Poems of Thomas Hardy. Macmillan
- 1960 Williams, W.E. Thomas Hardy. Penguin
- 1961 Thomas Hardy. Selected Poems. Macmillan
- 1966 Handley Wain, John. Selected Shorter Poems of Thomas Hardy. Macmillan
- 1966 Thomas Hardy. Selected Poems. Macmillan
- 1975 Gibson, James. Chosen Poems of Thomas Hardy. Macmillan
- 1976 Gibson, James. The Complete Poems of Thomas Hardy. Palgrave Macmillan
- 1977 Greighton, T.R.M., Poems of Thomas Hardy: A New Selection. Macmillan
- 1977 Thomas Hardy. Selected Poems. Macmillan (прештампано 1983, 1989)
- 1979 Thomas Hardy. Selected Poems. Penguin
- 1979 Gibson, James. The Variorum Edition of the Complete Poems of Thomas Hardy. Macmillan
- 1980 Thomas Hardy. Selected Poems. Snake River Press
- 1981 The Complete Poems by Thomas Hardy. Palgrave Macmillan
- 1981 Thomas Hardy. Selected Poetns. Weidenfeld & Nicolson
- 1982 Hynes, Samuel, The Complete Poetical Works of Thomas Hardy. Oxford: Clarendon
- 1982 New Wessex Selection of the Poems of Thomas Hardy. Palgrave Macmillan
- 1982 Thomas Hardy. Selected Poems. Littlehampton Book Services
- 1988 Selected Shorter Poems of Thomas Hardy. Papermac
- 1992 Thomas Hardy. Selected Poems. Oxford University Press
- 1992 Thomas Hardy. Selected Poems. Bloomsbury Publishing PLC
- 1993 Thomas Hardy. Selected Poems. Longman
- 1993 Thomas Hardy. Selected Poems. Penguin Classics
- 1994 Thomas Hardy. Selected Poems. Orion Publishing Group.
- 1994 Thomas Hardy. Selected Poems. Joe’s Press
- 1995 Thomas Hardy. Selected Poems. Everyman’s Library
- 1998 Mezev, Robert, Thomas Hardy. Selected Poems. Penguin Classics (прештампано 2008)
- 2001 Thomas Hardy. Selected Poems. York Press
- 2004 Thomas Hardy. Selected Poems. CRW Publishing Ltd.
- 2009 Thomas Hardy. Selected Poems. Bibliobazaar
- 2010 Tomalin, Claire, Unexpected Elegies. Poems of 1912-13 and Other Poems about Emma. Persea

### Избор антологија у које је уврштена Хардијева поезија
- Abrams, M.H. 1962,. The Norton Anthology of English Literature. New York & London: W. W. Norton Company (прештампанo 1968,1974,1979)[3]
- Hewet, R.P. 1998. A Choice of Poets. Cheltenham: Nelson Thornes
- Kermode, Frank & John Hollander 1973. The Oxford Anthology of English Literature. London: Oxford University Press
- Schmidt, Michael 1999. The Harvill Book of Twentieth-Century Poetry in English. London: The Harvill Press
- Wayward, John 1956. The Penguin Book of English Verse